# Tricotosa de mitja

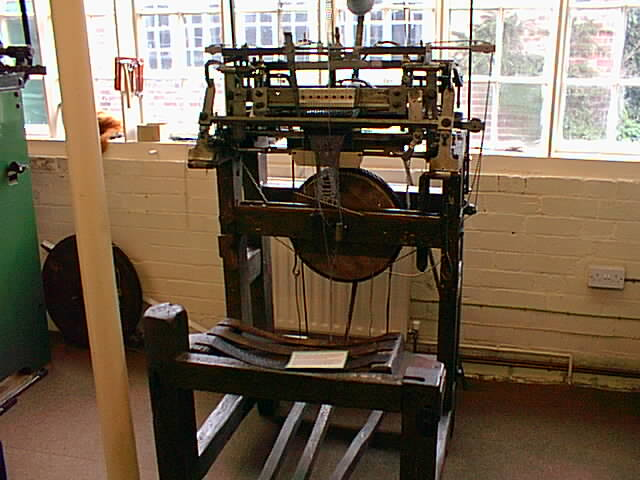
Marc de mitja al Museu de Teixidors de Ruddington Framework

El marc de mitja o bastidor de mitja era una màquina de teixir mecànica utilitzada a la indústria tèxtil. Va ser inventat per William Lee de Calverton prop de Nottingham el 1589. El seu ús, conegut tradicionalment com a teixit de punt, va ser la primera gran etapa de la mecanització de la indústria tèxtil i va tenir un paper important en la història primerenca de la Revolució Industrial. Es va adaptar per teixir cotó i fer nervadures, i el 1800 s'havia adaptat com a màquina de fer punt .

## Descripció

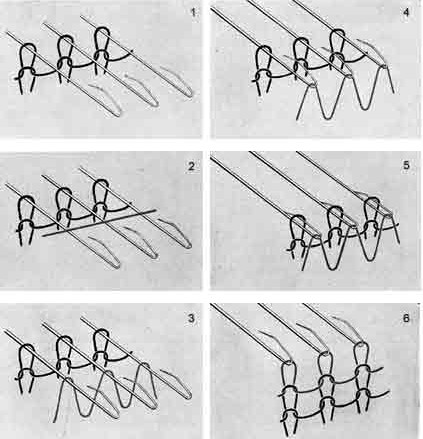
Les sis etapes del cicle de la màquina de teixir

La màquina de Lee consistia en un marc de fusta robusta. Feia punt recte, no teixit tubular. Tenia una agulla separada per a cada bucle: es tractava d'agulles amb barba d'acer baix en carboni on les puntes es reflectien i es podien deprimir en un buit, tancant el bucle. Les agulles es recolzaven sobre una barra d'agulles que passava cap endavant i cap enrere, cap a l'operador i en sentit contrari. Les barbes eren pressionades simultàniament per una barra de premsa. La primera màquina tenia vuit agulles per polzada i era apta per poder teixir llana. La següent versió tenia 16 agulles per polzada i era adequada per a la seda.[1]
Els moviments mecànics:
1. La barra de l'agulla va cap endavant; amb les agulles obertes
2. El fil de trama es col·loca sobre les agulles
3. El fil de trama cau fluix
4. La barra de l'agulla es retira, la trama s'estira amb les agulles obertes
5. La barra de l'agulla es retira, la barra del premsador cau, els bucles de l'agulla es tanquen i la trama s'estira cap enrere a través de la tela.
6. S'obren les agulles, s'ha afegit una nova fila a la malla que cau per gravetat

Aquest procés bàsic encara es pot reconèixer en totes les màquines, però s'ha anat perfeccionant a mesura que s'incorporaven noves tecnologies.

## Història

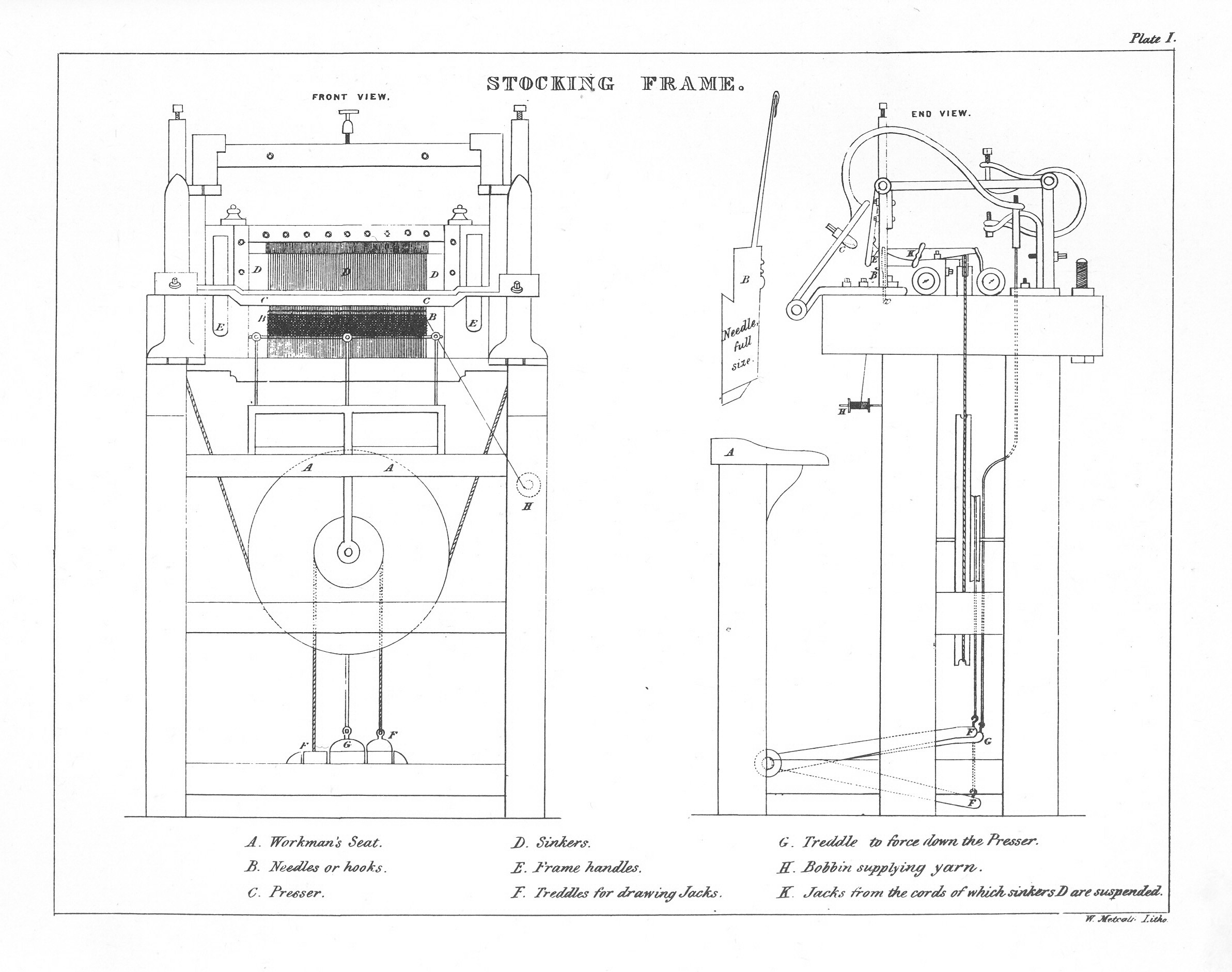
Marc de mitja

La màquina imitava els moviments dels teixidors manuals. Lee va demostrar el funcionament del dispositiu a la reina Isabel I, amb l'esperança d'obtenir una patent, però ella es va negar, tement els efectes sobre les indústries de teixir a mà. El marc original tenia vuit agulles per polzada, que només produïa teixit gruixut. Més tard, Lee va millorar el mecanisme amb 20 agulles per polzada. El 1598 va poder teixir mitges de seda, així com de llana, però Jaume I va tornar a rebutjar una patent. Lee es va traslladar a França, sota el patrocini d' Enric IV, amb els seus treballadors i les seves màquines, però no va poder mantenir el seu negoci. Va morir a París cap al 1614. La majoria dels seus treballadors van tornar a Anglaterra amb els seus marcs, que es van vendre a Londres.
El fracàs comercial del disseny de Lee podria haver portat a un carreró sense sortida per a la màquina de teixir, però John Ashton, un dels ajudants de Lee, va fer una millora crucial afegint el mecanisme conegut com a "divisor", que s'utilitza després que les plomes de presa hagin estirat cap avall un llaç sobre totes les agulles, i la barra de ploma s'ha separat del bucle, els divisors es recolzen al bucle per guiar les agulles mentre s'estiren cap endavant.

## Desenvolupament
Un negoci pròsper construït amb els filadors de seda hugonots exiliats que s'havien establert al poble de Spitalfields, als afores de la ciutat de Londres. El 1663, la Worshipful Company of Framework Knitters va rebre una carta reial. Cap al 1785, però, la demanda de mitges més barates fetes de cotó augmentava. El marc es va adaptar però es va fer massa car perquè els individus poguessin comprar-lo; així, els homes rics compraven les màquines i les llogaven als teixidors, proporcionant els materials i comprant el producte acabat. Amb l'augment de la competència, van ignorar els estàndards establerts per la Chartered Company. Els marcs es van introduir a Leicesterde Nicholas Alsop cap a l'any 1680, que va trobar resistència i al principi va treballar en secret en un celler de Northgate Street, prenent com a aprenents els seus propis fills i els fills de parents propers. El 1728, els magistrats de Nottingham es van negar a acceptar l'autoritat de la London Company, i el centre del comerç es va traslladar cap al nord a Nottingham, que també tenia una indústria de puntes
L'avenç amb les mitges de cotó es va produir el 1758 quan Jedediah Strutt va introduir un accessori per al marc que va produir el que es va conèixer com la "Derby ribb machine". Els creadors de Nottingham es van trobar cada cop més escassos de matèries primeres. Inicialment s'utilitzaven fils filats a l'Índia, però això era car i requeria doblar. El fil de Lancashire es va filar per a fustian i de textura variada. Van provar de filar cotó ells mateixos però, acostumats a les fibres llargues de la llana, van experimentar grans dificultats. Mentrestant, els filadors de Gloucester, que s'havien acostumat a una llana molt més curta, eren capaços de manejar el cotó i els seus armadors competien amb els productors de Nottingham.

## Influència en la Revolució Industrial
Va ser llavors quan va arribar Richard Arkwright amb la seva nova maquinària experimental de filar. Inicialment va construir una obra que funcionava amb cavalls de força però era evident que en necessitarien de sis a vuit alhora, canviant cada mitja hora. Es va traslladar a Cromford i va establir el que es va conèixer com el marc d'aigua. Strutt, com a soci, va establir molins a Belper i Milford. Així, la zona es va unir a Nottingham en la producció de mitges de cotó, mentre que Derby, amb els seus molins originats per John Lombe, va continuar en gran part amb la seda; Leicester, una zona agrícola, va continuar amb la llana.
Perquè la potència mecànica s'apliqués a un bastidor de mitja, s'havia d'adaptar al moviment rotatiu. El 1769, Samuel Wise, un rellotger, va treure una patent per canviar el marc manual en un rotatiu. En el cas de Nottingham, el carbó era fàcilment disponible des del jaciment de Nottinghamshire.
El 1812, s'estimava que hi havia més de 25.000 marcs en ús, la majoria als tres comtats, i el marc havia tornat a Calverton.

## Derby ribb machine
La Derby ribb machine a ser inventada l'any 1757 per Strutt. Consistia en un joc addicional d'agulles barbudes que funcionaven verticalment, agafant el llaç i invertint-les. Això va permetre utilitzar un punt llis i revés, i va donar lloc a nervadures i un teixit més ajustat i flexible. Per fer una Derby ribb machine 3:1, hi havia una agulla vertical després de cada tercera agulla horitzontal.[7]